# Felet Vietnam International Series 2024
Die Felet Vietnam International Series 2024 im Badminton fand vom 19. bis zum 24. November 2024 in Hoa Lư statt.

## Sieger und Platzierte
| Disziplin    | Gold                       | Silber                      | Bronze                          |
| ------------ | -------------------------- | --------------------------- | ------------------------------- |
| Herreneinzel | Kim Byung-jae              | Liu Haichao                 | Lei Ci-fu                       |
| Herreneinzel | Kim Byung-jae              | Liu Haichao                 | Wang Yu-kai                     |
| Dameneinzel  | Kana Furukawa              | Kim Min-ji                  | Ni Kadek Dhinda Amartya Pratiwi |
| Dameneinzel  | Kana Furukawa              | Kim Min-ji                  | Trần Thị Phương Thúy            |
| Herrendoppel | He Zhi-wei Huang Jui-hsuan | Muhammad Faiq Lok Hong Quan | Chen Bo-yuan Cheng Chen         |
| Herrendoppel | He Zhi-wei Huang Jui-hsuan | Muhammad Faiq Lok Hong Quan | Chen Yu-che Tseng Ping-chiang   |
| Damendoppel  | Lin Fangling Zhou Xinru    | Hu Shenhan Luo Yi           | Cheng Su Hui Lee Xin Jie        |
| Damendoppel  | Lin Fangling Zhou Xinru    | Hu Shenhan Luo Yi           | Yan Fei-chen Liang Ching-sun    |
| Mixed        | Shang Yichen Lin Fangling  | Phạm Văn Hai Thân Vân Anh   | Hu Keyuan Luo Yi                |
| Mixed        | Shang Yichen Lin Fangling  | Phạm Văn Hai Thân Vân Anh   | Wee Yee Hern Vannee Gobi        |